# Devil's Due Publishing
Devil's Due Publishing (a menudo abreviada como DDP) es una editorial de cómics independiente de Estados Unidos. Con sede en Chicago (Illinois), DDP es conocida por su amplia selección de géneros, que incluye propiedades con licencia y originales de los creadores que pueblan sus series de cómics y novelas gráficas mensuales.
Aunque es principalmente una editorial, DDP también ha producido una obra de teatro basada en la serie de cómics Hack/Slash, Stagefright, junto con la New Millennium Theatre Company, que se representó en el National Pastime Theater de Broadway, Chicago, del 23 de septiembre al 29 de octubre de 2005.
En 1998, Devil's Due Publishing comenzó como un estudio de arte comercial y una pequeña editorial de cómics. La empresa pronto se centró en los cómics, convirtiéndose en una de las diez principales editoriales de Norteamérica.
En 2004 Pat Broderick revivió Micronauts en Devil's Due, aunque el título fue cancelado tras diez números.
DDP produjo una versión americana de Vampire Hunter D. Fue escrita por Jimmy Palmiotti y titulada American Wasteland. Devil's Due también reeditó Je suis légion, de Fabien Nury y John Cassaday, en una serie de ocho cómics, I Am Legion, como parte de un acuerdo más amplio para reeditar trabajos de Humanoids Publishing, que incluía títulos como The Zombies That Ate the World.
Devil's Due se reestructuró en diciembre de 2008, incluyendo cambios de editores, directores de marketing y un nuevo CEO.
En 2009, Devil's Due fue acusada de no pagar a varios equipos creativos. En un artículo del sitio web Bleeding Cool, Rich Johnston escribió al director general de la empresa, Joshua Blaylock, e informó de que solo Tim Seeley había dejado de cobrar.
DDP está representado en Hollywood por Alter Ego Entertainment y Prime Universe, que comparten un acuerdo de primera vista con el editor para el cine, la televisión y los videojuegos. Actualmente, las tres partes están en conversaciones con numerosos estudios para ampliar las propiedades de Devil's Due a otros medios.
En 2010, DDP y Checker Book Publishing Group (propiedad de Mark Thompson y dirigida por él) abrieron Devil's Due Digital, una empresa de distribución de cómics y novelas gráficas exclusivamente digital.
El 16 de junio de 2015, Devil's Due Entertainment anunció sus planes de fusionarse con First Comics.

## Serie de cómics

### Publicado con otras empresas
Chaos! Comics
- Evil Ernie #1–4
- Purgatori #1–6

Dabel Bros.
- Hedge Knight #1–6

eigoMANGA
- Rumble Pak

Monkey Pharmacy
- Elsinore #4, 5
- Elsinore: Psycho Sanctii (inédito)

Studio Ice
- Megacity 909 #1–8
- Mu #1–4

Udon
- Capcom Summer Special 2004
- Darkstalkers #1–5
- Street Fighter #1–14

Urban Robot
- Lo-Fi Magazine #1, 3
- Lo-Fi Magazine Vol. 2 #4–7